# Sogno d'amore n.3 (Liszt)
Sogno d'amore n.3 di Franz Liszt è una composizione celeberrima per pianoforte che richiede un medio virtuosismo. La tonalità di base è La bemolle maggiore, l'indicazione di tempo è 6/4 e l'agogica è 'Poco Allegro, con affetto'.
Il pezzo è stato anche orchestrato dall'operettista Victor Herbert e negli ultimi anni, alla composizione originale per pianoforte è stata affiancata l'orchestrazione di Harbert.
Liszt lo dedicò ad Elizabeth Helbig.

## Analisi
Il notturno comincia con un tema dolce e cantabile che si divide tra mano destra e mano sinistra, mentre il soprano esegue degli arpeggi di crome. Il tema viene ripetuto due volte e poi viene presentato un secondo tema, più agitato, che modula e, con una cadenza finale giunge alla tonalità di Si maggiore (c'è anche un cambiamento di armatura di chiave,). Adesso viene ripetuto il primo tema, stavolta eseguito al soprano, mentre le voci interne eseguono degli arpeggi alla distanza di terza o sesta. Il tema modula fino al Do maggiore (c'è di nuovo un cambiamento di armatura). Viene quindi ripresentato il secondo tema al soprano con il basso che esegue rapidi arpeggi discendenti che porta subito al primo tema in Mi maggiore che rappresenta la parte più difficile dal punto di vista tecnico del brano: basso e soprano scandiscono il tema con raddoppi all'ottava mentre le voci interne eseguono arpeggi. Dopo un grande sviluppo e una cadenza la passione lascia di nuovo spazio al lirismo e il tema ritorna alla tonalità iniziale al soprano e col basso che incrocia per dare due accordi all'acuto. Il notturno si conclude con una piccola e molto dolce cadenza.